# Aeridofinetia
× Aeridofinetia, (abreviado Aerf) en el comercio, es un híbrido intergenérico entre los géneros de orquídeas Aerides × Neofinetia. Fue publicado en Orchid Rev. 69: 267 (1961).